# ラスト・ハインツ
ラスト・ハインツ（Rust Heinz、1914年10月18日 - 1939年7月24日）は、アメリカ合衆国の自動車・船舶のデザイナーである。1938年に、先進的なデザインの試作車「ファントム・コルセア」をデザインしたことで知られている。

## 生涯
ハインツは1914年10月18日にペンシルベニア州ピッツバーグで生まれた。食品メーカー「ハインツ」を創業したヘンリー・J・ハインツの孫にあたり、父は2代目社長のハワード・ハインツ、兄は3代目社長のジャック・ハインツである。1937年にヘレン・クレイ・グッドローと結婚し、娘ヘレン・メレディス・デューイット・ハインツをもうけた。
イェール大学とウェストローン・アカデミー・オブ・ヨットデザインで造船学を学び、在学中に多くのスピードボートをデザインした。
1936年に学校を中退し、カリフォルニア州パサデナに住む叔母のもとに身を寄せた。そこでデザインスタジオを設立し、自動車デザイナーとなった。最初の仕事は、1936年、21歳のときに設計した、実家のハインツ社の配送車「コメット」だった。コメットは、オートカー社のシャーシを使ってスクエア・ディール・ボディ社が製作し、プロモーションのため使用された。1938年には、叔母からの資金援助を受けてファントム・コルセアをデザインした。コーチビルダーのボーマン&シュワルツ社が、コード810のシャーシを使ってコルセアの試作車を製造した。ライカミングの190馬力のV-8エンジンを搭載し、車両重量は2トンで6人乗りだった。

## 死去
1939年7月24日、ハインツは自動車事故により死亡した。
自身が保有するビュイックのオープンカーで友人たちと共にダンスに行った帰り、友人のフィル・ブレイナードが車を運転していたが、その途中でブレイナードの帽子が風に飛ばされてしまった。それを回収するために戻った後、リンカーン・ハイウェイでペンシルベニア州バーセイルズ付近を通過中に、他の車が横から衝突した。この事故で6人が負傷し、ハインツは翌朝、頭部の負傷が元で死亡した。
遺体はペンシルバニア州ピッツバーグのホームウッド墓地に埋葬された。
ハインツの死去により、ファントム・コルセアのプロジェクトは中止され、この車両は試作の1台しか製造されなかった。